# Oczy szeroko zamknięte (singel)
Oczy szeroko zamknięte – pierwszy singiel promujący płytę zespołu Łzy, Nie czekaj na jutro.
Do piosenki nakręcono teledysk, w którym obok muzyków zespołu udział wziął aktor Wojciech Medyński. Utwór krótko po premierze stał się przebojem i do dziś jest jednym z najbardziej znanych utworów Łez.
Piosenka znalazła się również na wydanej w 2004 roku reedycji albumu Nie czekaj na jutro oraz na kompilacji Łez The Best of 1996–2006. Ponadto została umieszczona w składance DEE JAY mix club (maj 2003).

## Nagrody
- 2003: XL Krajowy Festiwal Piosenki Polskiej w Opolu – Nagroda Publiczności w konkursie Premier
- 2004: Mikrofony Popcornu – Przebój Roku – Polska
- 2004: Superjedynki – Przebój Roku